# Service desk
Service desk (centrum obsługi) – jednostka organizacyjna albo rola pełniona przez zespół wyznaczonych osób, odpowiedzialna za wsparcie funkcjonalne obsługi aplikacji informatycznych oraz usuwanie problemów informatycznych – sprzętowych, jak i aplikacyjnych. Service desk jest jednym z elementów omawianych w ITIL.
Zgodnie ze specyfikacją ITIL można wyróżnić następujące typy Service desk:
- Call Center – zajmuje się jedynie rejestracją zgłoszeń;
- Niewykwalifikowany Service Desk – rejestracja zgłoszeń, śledzenie dostarczania rozwiązań dla incydentów, przekazywanie;
- Wykwalifikowany Service Desk – posiada udokumentowane sposoby rozwiązywania powtarzających się incydentów i realizuje, rozwiązuje część zgłoszeń bez odsyłania ich do ekspertów;
- Eksperci Service Desk – realizuje całość zarządzania incydentami i problemami w organizacji, większość zgłoszeń nie wychodzi poza tę jednostkę.

## Główne funkcjeservice desk
- dostarczenie punktu kontaktu dla klientów/użytkowników (SPOC – Single Point of Contact)
- klasyfikacja incydentów
- kontrola incydentów
- raportowanie oraz przegląd incydentów